# クロール

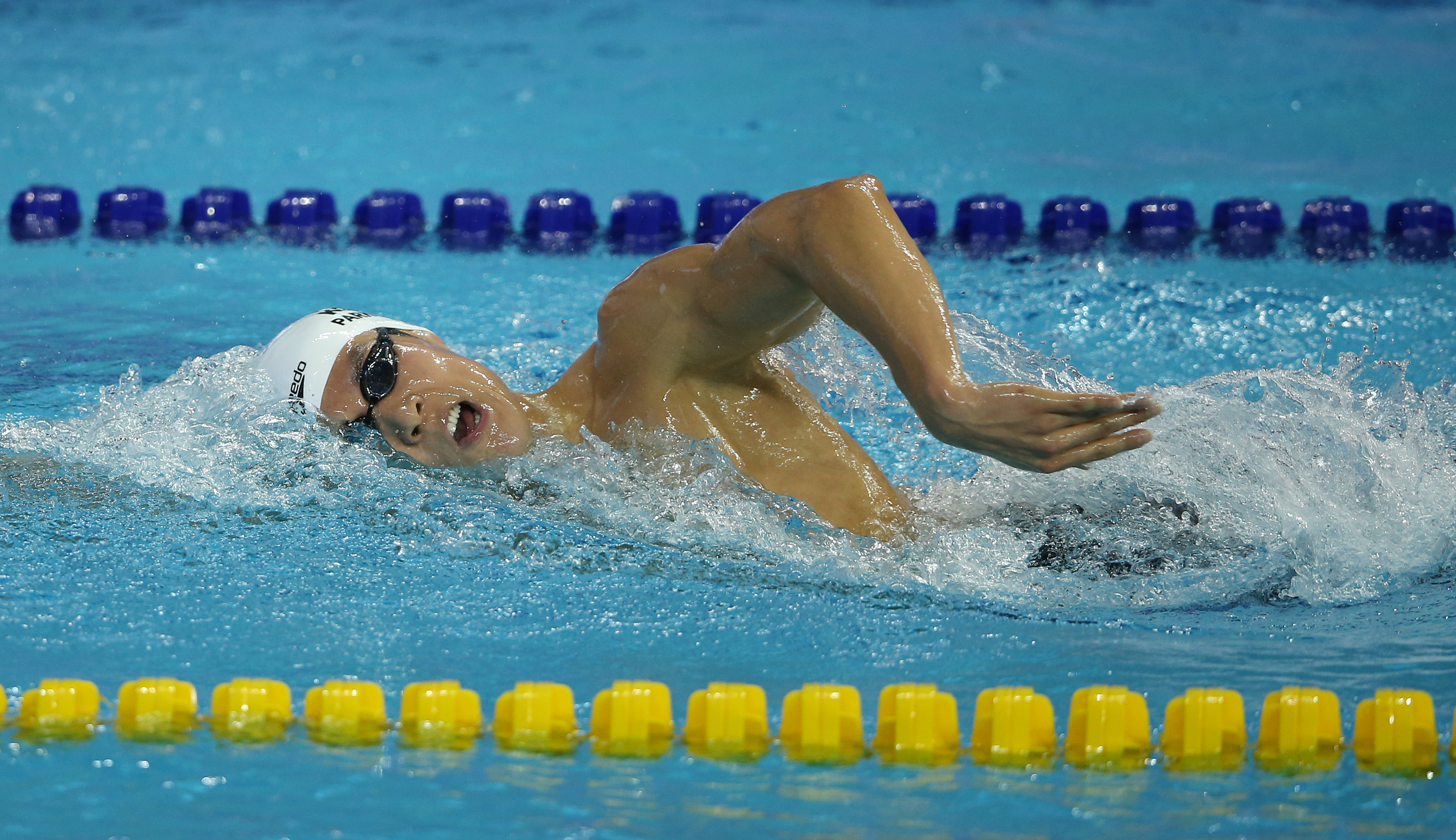
クロール

クロール（crawl）とは、水泳の泳ぎ方の一つで、両手で交互に水をかき、両足を交互に上下に動かして泳ぐ泳法である。
英単語としての“crawl”は「腹ばいで進む」を意味し、泳いでいる時の姿勢がそのように見えることから名付けられた。競泳では、クロールという種目はなく、自由形でクロールを選択する選手が多い。

## 概要
クロールの泳法は、1回のストローク動作中（左右1回で1ストローク）でのキック回数の違いにより6ビート、4ビート、2ビートなどに分けられる。
基本的な形態は古くから存在し、古代エジプトのレリーフではクロールとおぼしき泳法で泳ぐ男性が描かれている。
19世紀末、オーストラリアに移住したフレデリック・キャピールが原住民出身のアレック・ウイッカムの泳ぎ方を参考に泳法を改良。フレデリック・キャピールの子のシドニー・キャピールが1903年にサンフランシスコに招待されたことでアメリカにもこの泳法がもたらされた。
これらの泳法は2ビートの泳法だったが、まもなく4ビートのバタ足を加えた4ビートのクロールが出現。1908年のロンドンオリンピックでチャールズ・ダニエルズが4ビートのクロールにより100メートルを1分5秒6で泳いで金メダルを獲得した。
一方、同時期には既にデューク・カハナモクが6ビートのクロールを泳いでいたが、キャピールの泳法に由来するものではなく、ハワイ土着の泳法を洗練させたものと考えられている。
日本では1914年（大正3年）8月10日、大日本体育協会が大森海岸で開催した第1回水上競技大会で鵜飼弥三郎や萩原誠一郎がクロール泳法で泳いだとされる。ただし、鵜飼の泳法について松沢一鶴は水府流太田派に既にみられる小継ぎ足小抜手（通称バタ足小抜手）だったとみている。

## 泳法
他の泳法と比較して速く泳げるため、競泳における自由形（フリースタイル）は、事実上クロール競技となっている。このため、クロールのことを「フリー」と呼ぶことがある。
速度の実績で言えば潜水泳法も優れているが、自由形であっても15mまでに浮上しなければならないルールが設けられているため、全行程を潜水泳法で進むことはできない。
以下のような動作で水をかいて進む。
1. 指先から水の中に入れ、腕を両方に伸ばす。(エントリー)
2. 手のひらを少し外向きにして、手と腕で水をつかむ感じで水を下方に押す。(キャッチ)
3. 肘を高く構えて体の下を手のひらで水を後方に押す。(プル)
4. 手が太ももに触れるまで、体の下で水を後方に押す。(プッシュ)
5. 肘を手の位置より高くして前方に運ぶ。(リカバリー)
6. 親指から手が入水できるように腕を内側にひねる。

## クロールの日本語名
1940年（昭和15年）、日本水上競技連盟（現在の日本水泳連盟）が、「平泳ぎや背泳ぎ同様に、クロールも日本語名があるのが望ましい」という声が挙がったことを受けて、『クロールの日本語名』を全国を対象に懸賞として応募を行った。全国からの応募の結果、日本水上競技連盟は294票で1位の票を獲得した『速泳（はやおよぎ）』を選出して命名した。